# Klosterbergestraße 13 (Magdeburg)

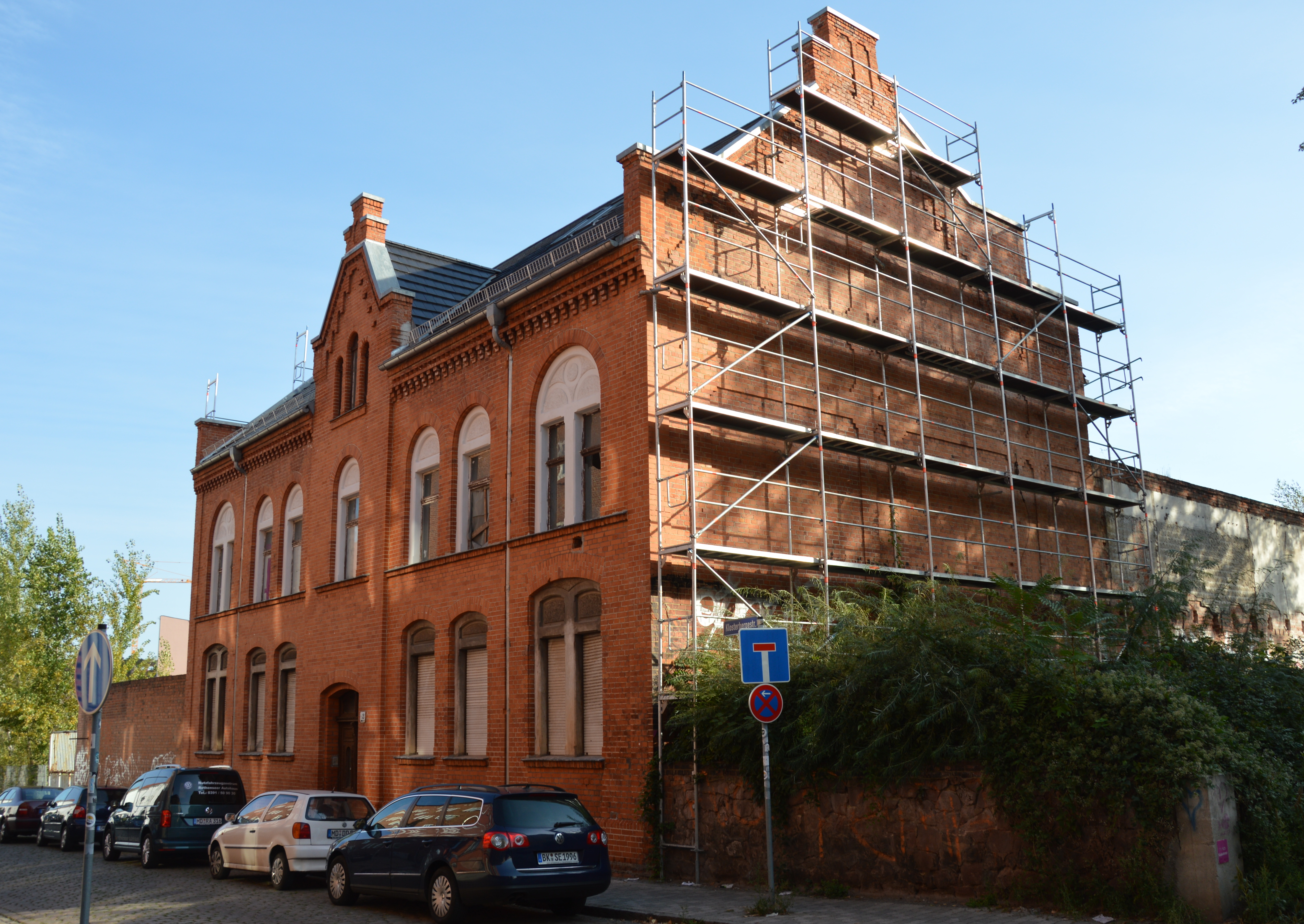
Klosterbergestraße 13, im Jahr 2016

Das Haus Klosterbergestraße 13 ist ein denkmalgeschütztes Gebäude in Magdeburg in Sachsen-Anhalt.

## Lage
Es befindet sich auf der Ostseite der Klosterbergestraße unweit der Einmündung der Basedowstraße im Magdeburger Stadtteil Buckau.

## Architektur und Geschichte
Das zweigeschossige Gebäude wurde in den Jahren 1898/99 als Wohnhaus für Mitarbeiter des Maschinenbauunternehmens Schäffer & Budenberg gebaut. Das trotz sonst ursprünglich dichter Bebauung der Umgebung freistehende Haus wurde als Ziegelsteinbau errichtet. Das Erscheinungsbild des schlicht gestalteten Hauses wird von einem flachen Mittelrisaliten geprägt, in dem sich auch der Hauseingang befindet. Der Risalit wird von einem Giebel bekrönt. Die Fensteröffnungen sind verhältnismäßig groß als Rund- bzw. Segmentbogenfenster ausgeführt. Die Fenster in den jeweils äußeren Achsen wurden als Kreuzstockfenster gestaltet und mit großem Überfangbogen überspannt.
Das Haus ist Teil des denkmalgeschützten Straßenzuges Klosterbergestraße 13, 16–28, 30 und gilt insbesondere im Ensemble mit der benachbarten Strubeschen Stiftung als städtebaulich bedeutsam.
Im örtlichen Denkmalverzeichnis ist das Wohnhaus unter der Erfassungsnummer 094 17837 als Baudenkmal verzeichnet.